# Schloss Kassegg
Schloss Kassegg är ett slott i Österrike.   Det ligger i distriktet Liezen och förbundslandet Steiermark, i den östra delen av landet, 140 km väster om huvudstaden Wien. Schloss Kassegg ligger 752 meter över havet.
Terrängen runt Schloss Kassegg är kuperad norrut, men söderut är den bergig. Runt Schloss Kassegg är det ganska tätbefolkat, med 60 invånare per kvadratkilometer.. Närmaste större samhälle är Landl, 3,7 km öster om Schloss Kassegg. 
I omgivningarna runt Schloss Kassegg växer i huvudsak blandskog.